# Uttarakhand
L'Uttarakhand (hindi उत्तराखण्ड; Uttaranchal dal 2000 al 2006) è uno Stato federato dell'India settentrionale, istituito nell'anno 2000. Esso è famoso poiché nel 2010 è diventato il primo stato in India a fare del sanscrito la sua seconda lingua ufficiale.

## Geografia fisica
Lo Stato confina a ovest e a nord-ovest con l'Himachal Pradesh, a nord-est con il Tibet, a est con il Nepal, a sud e a sud-ovest con l'Uttar Pradesh.
La parte settentrionale dello Stato è attraversata dalla catena dell'Himalaya. Nel nord-est, nella catena di Garhwal Himalaya, si eleva il Nanda Devi che con i suoi 7817 metri di altezza è la seconda montagna più alta dell'India. Nella stessa area si elevano: Nanda Devi East (7430 metri), Trisul (7120 metri), Nanda Kot (6860 metri), Mangtoli (6800 metri) e Chotta Kailash (6191 metri). Nell'area centro-settentrionale, nella catena montuosa del Zaskar Range, si eleva il monte Kamet di 7756 metri di altezza. Nella stessa area si elevano il Mana (7272 metri), il Nilkantha (6558 metri), il Kedarnath (6970 metri), il Jaonli (6630 metri) ed il Mahla (4590 metri). A sud della catena himalayana si estende l'area montuosa delle colline Siwalik. Dai ghiacciai del nord dello stato hanno origine i fiumi Gange e Yamuna.

### Città

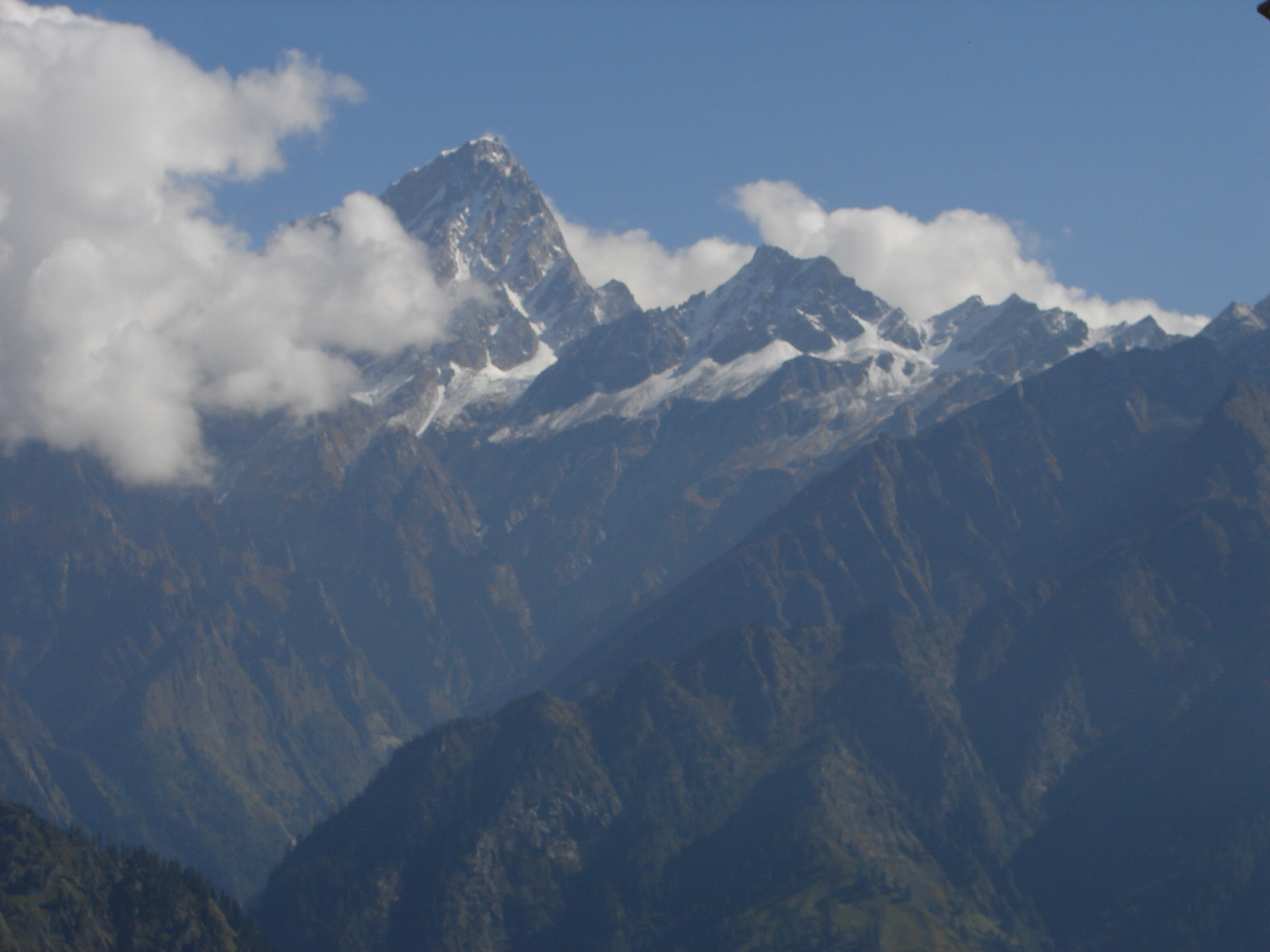
Il monte Nanda Devi

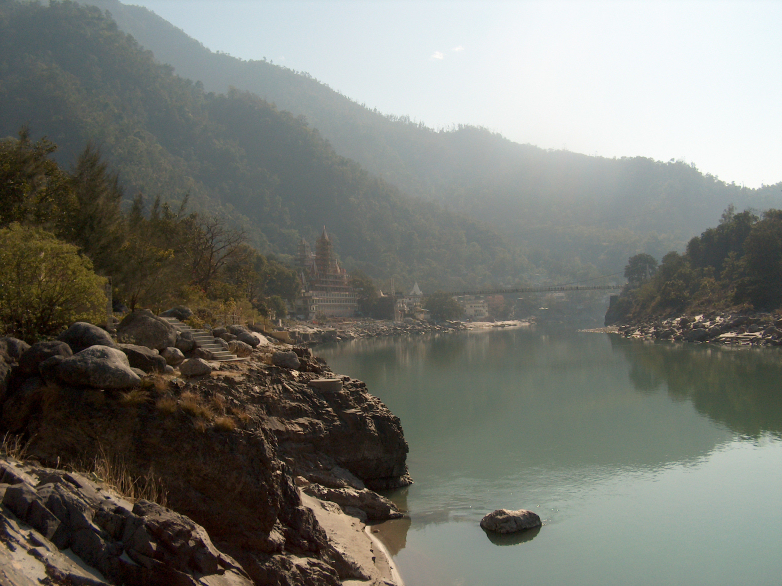
Il fiume Gange a Rishikesh

La capitale provvisoria dello Stato e la città più popolosa è Dehradun (o Dehra Doon), posta nella valle di Doon, nell'area meridionale dello stato. La città è sede di importanti istituzioni quale il Forest Research Institute, l'Accademia militare indiana, il Survey of India ed il Wildlife Institute of India. Vi sono state varie manifestazioni al fine di porre la capitale definitiva nel villaggio di Gairsen che si trova in una posizione più centrale ma ancora non è stata presa una decisione risolutiva.
L'Alta Corte di Giustizia dello Stato è situata nella città di Nainital posta a 1936 metri di altezza. La città di Haridwar è posta presso il confine con l'Uttar Pradesh sul fiume Gange ed è per gli indù uno dei luoghi più sacri.
(Fonte: Censimento 2001)
| Città       | Popolazione |
| ----------- | ----------- |
| Dehradun    | 447.808     |
| Haridwar    | 175.010     |
| Haldwani    | 129.140     |
| Roorkee     | 97.064      |
| Kashipur    | 92.978      |
| Rudrapur    | 88.720      |
| Rishikesh   | 59.671      |
| Ramnagar    | 47.099      |
| Ranipur     | 43.252      |
| Manglaur    | 42.782      |
| Pithoragarh | 41.157      |

### Parchi nazionali

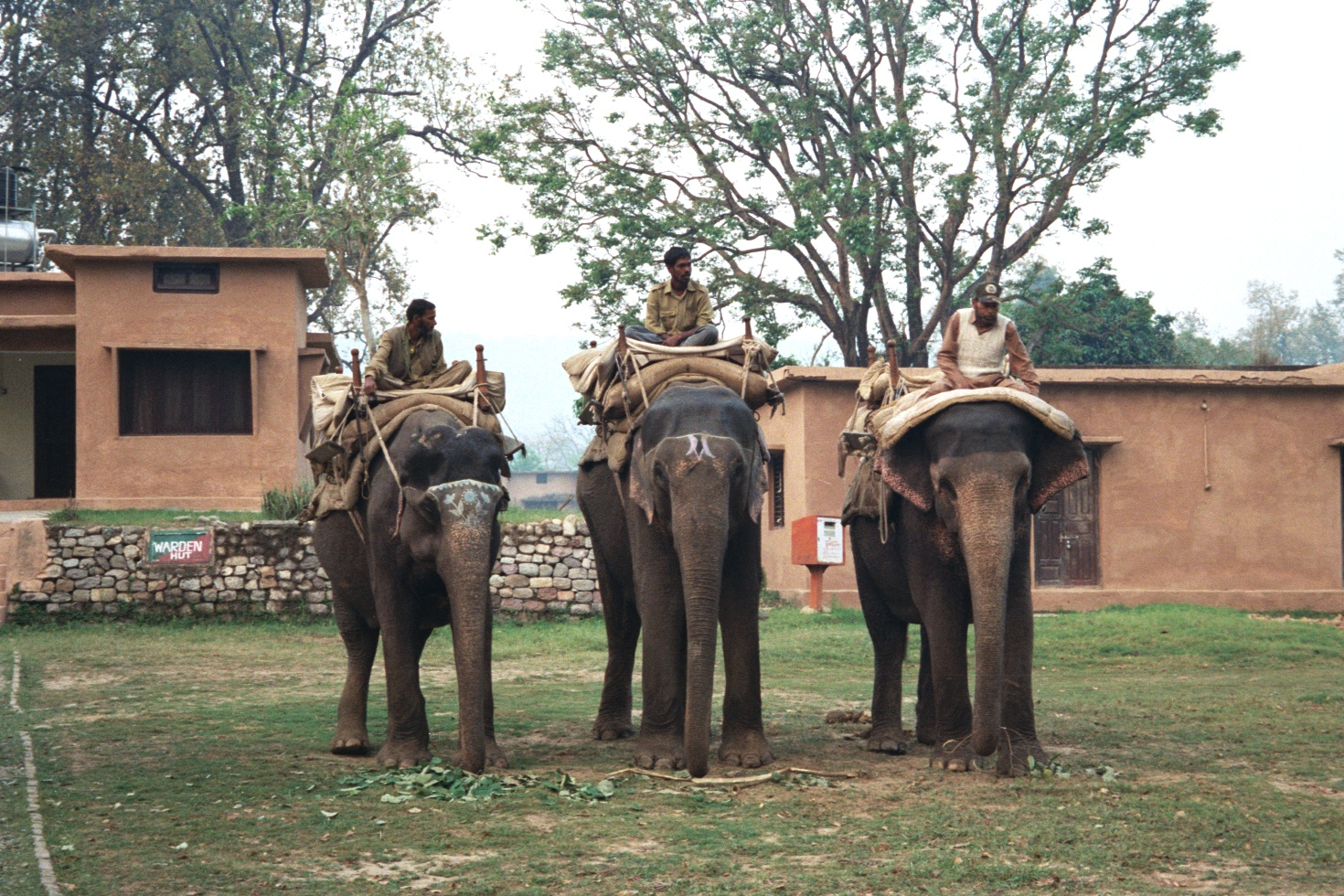
Elefanti nel parco nazionale Corbett

Nello stato esistono diversi parchi nazionali. Il parco nazionale Corbett è situato nel sud dello stato, nella catena delle Siwalik, ed essendo stato istituito nel 1936 è il più vecchio dell'India. Nella catena himalayana sono stati istituiti nel 1982 i parchi nazionali della Valle dei Fiori e del Nanda Devi. Entrambi sono stati dichiarati patrimonio dell'umanità dall'UNESCO.
Il parco nazionale di Rajaji è situato nell'area meridionale è protegge un'area delle colline Siwalik. Altri parchi nazionali sono il Govind Pashu Vihar ed il Gangotri.

## Geografia antropica

### Suddivisioni amministrative

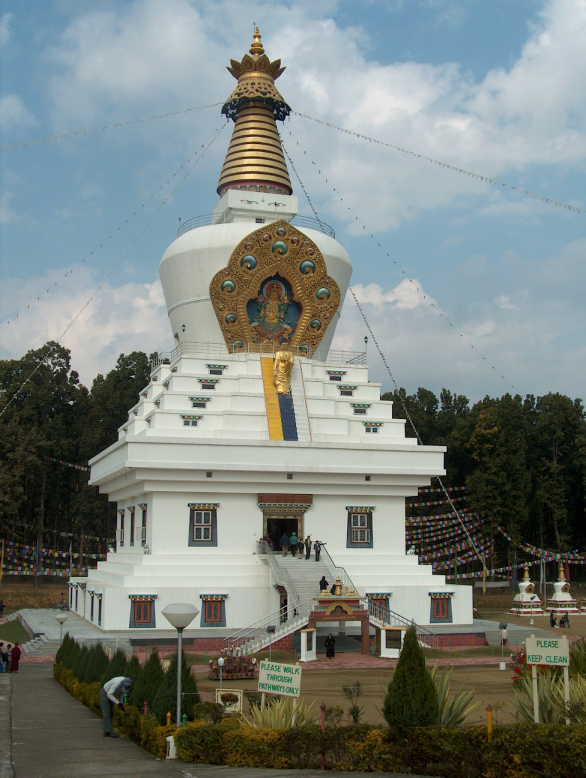
La grande stupa del monastero di Og Min Ogyen Mindroling a Dehra Dun

L'Uttarakhand è diviso in 2 divisioni geografiche ed in 13 distretti.
La divisione di Garhwal comprende i seguenti distretti:
- Chamoli
- Dehradun
- Haridwar
- Pauri Garhwal
- Rudraprayag
- Tehri Garhwal
- Uttarkashi

La divisione di Kumaon è divisa nei seguenti distretti:
- Almora
- Bageshwwar
- Champawat
- Nainital
- Pithoragarh
- Udham Singh Nagar

## Storia
L'area dell'attuale Stato ha avuto tra i suoi primi abitanti la popolazione semi-nomade dei Kuninda. Varie dinastie hanno nei secoli dominato la regione fino all'arrivo degli inglesi.
Lo Stato è stato istituito il 9 novembre del 2000 separandolo dallo Stato dell'Uttar Pradesh ed assumendo il nome di Uttaranchal che è rimasto in vigore fino al 31 dicembre del 2006. Dal primo gennaio 2007 il nome è stato ufficialmente cambiato in Uttarakhand.